# Пентагон
Пентагон је зграда главног штаба Министарства одбране Сједињених Америчких Држава. Налази се у Арлингтону, Вирџинија (крај Вашингтона). Као симбол Оружаних снага САД, име „Пентагон“ чешће метонимички (у колоквијалном говору) означава Министарство одбране, него саму зграду. 
Зграда је завршена 15. јануара 1943. године, за мање од две године од почетка радова 11. септембра 1941. Пројектовао ју је амерички архитекта Џорџ Бергстром (1876—1955), а изградио град Филаделфија. Генерални извођач радова био је Џон Мекшејн. Главни човек који је стајао иза пројекта био је генерал Брехон Сомервел, а пуковник Лесли Грувс је био задужен за надгледање пројекта.
Пентагон је највећа пословна зграда на свету по површини, са око 600.000 m², од којих се 340.000 m² користи као канцеларијски простор. Приближно 23.000 војних и цивилних запослених и око 3000 осталог особља ради у згради. Зграда има облик петоугаоника (због чега је и добила име „Пентагон“), пет спратова, два нивоа у сутерену и пет прстенастих ходника на сваком нивоу који имају укупну дужину од 28,2 km. Комплекс обухвата и централни трг од пет хектара (20,000 m²), који такође има облик петоугаоника и који је познат и под неформалним називом „нулта тачка“ ("ground zero"), који датира из времена Хладног рата када је постојала претпоставка да би управо ова локација могла бити мета једног или више нуклеарних пројектила Совјетског Савеза у случају избијања нуклеарног рата.
На тачно 60 година од почетка изградње, Пентагон је био мета терористичког напада 11. септембра 2001. године. Боинг 757-223 Американ ерлајнса на лету 77, кога су преотели терористи, забио се у западно крило зграде и притом је погинуло 189 људи (5 терориста, 59 путника и чланова посаде и 125 запослених у згради).

## Историја

### Изградња
Главни штаб Министарства рата САД се налазио у Грегори билдингу, привременој згради подигнутој током Првог светског рата дуж Авеније устава у оквиру Националне алеје. Министарство рата, које је било државни орган надлежан за рад Армије САД, се временом проширило на додатне привремене објекте Националне алеје, као и на десетине других објеката у Вашингтону, Мериленду и Вирџинији. Касних тридесетих година двадесетог века нова зграда министарства, подигнута у једном од најстаријих крајева Вашингтона, није решила проблем који је министарство имало с простором, тако да је зграда на крају завршила у рукама Стејт департмента. Када је у Европи избио Други светски рат, Министарство рата је веома брзо изашло са претпоставком да би Сједињене Америчке Државе могле бити увучене у конфликт. Како је привремена зграда министарства Мјунишнс билдинг била пренатрпана, а министарство имало потребу за додатним простором, министар рата Хенри Л. Стимсон закључио је да је ситуација неприхватљива.